# Ndoumbi
Ndoumbi (in der deutschen Kolonialzeit Ndumbi) ist eine Ortschaft im Département Lom-et-Djérem in der Region Ost in Kamerun. Der Ort ist Teil der Gemeinde Diang.

## Geografie
Ort am Südfuß der nach ihm benannten Ndoumbischwelle in Kamerun. Letztere entwickelt sich in westlicher Richtung aus dem Baiaplateau und bildet die Wasserscheide zwischen Djerem und den Nebenflüssen des oberen Sanaga. Sie gehört mit dem Nguttebergland und dem Dommegebirge zu den Bergländern der Region, die mit einer Stufe von der Hochfläche von Südkamerun zum Hochland von Adamaua ansteigen. 

## Bevölkerung
Die Gemeinde hatte während der Volkszählung 2005 1951 Einwohner.
Die Volksgruppe der Makaa stellt in Ndoumbi die meisten Einwohner.

## Wirtschaft
In Ndoumbi befindet sich ein inländisches Gasabfüllzentrum der Cameroonian Company of Petroleum Depots (SCDP). Es wurde 2015 eingeweiht und ist das zweite Gasabfüllzentrum des Landes. Es wurde mit 5 Milliarden CFA-Franc BEAC finanziert.
Weiterhin ist Ndoumbi der Kreuzungspunkt der Nationalstraßen N1 und N10 Kameruns.